# Ipotesi di Riemann generalizzata
In matematica, l'ipotesi di Riemann generalizzata è una congettura riguardante gli zeri delle funzioni L di Dirichlet; fu probabilmente formulata per la prima volta da Piltz nel 1884 e rimane tuttora non dimostrata. Più precisamente, essa afferma che per ogni carattere di Dirichlet χ, tutti gli zeri della funzione L di Dirichlet L(s,χ) con parte reale compresa tra 0 e 1, stanno nella retta di parte reale uguale a ½. Dato che la funzione zeta di Riemann è una particolare funzione L di Dirichlet (precisamente quella associata al carattere  di modulo 1),  si ha che l'ipotesi di Riemann generalizzata implica l'ipotesi di Riemann.

## Definizione
Un carattere di Dirichlet è una funzione aritmetica completamente moltiplicativa χ(n) tale che esiste un intero positivo k con  χ(n + k) = χ(n) per ogni n e χ(n) = 0 se il massimo comun divisore di n e  k è maggiore di 1. La funzione L di Dirichlet associata a χ(n) è la serie di Dirichlet L(s,χ) definita come
{\displaystyle L(s,\chi )=\sum _{n=1}^{\infty }{\frac {\chi (n)}{n^{s}}}}
per ogni numero complesso s con parte reale maggiore di 1. Le funzioni ottenute in questo modo si possono sempre estendere analiticamente a una funzione meromorfa definita su tutto il piano complesso. L'ipotesi di Riemann generalizzata afferma che per ogni carattere di Dirichlet χ(n), se la parte reale di uno zero di L(χ,s) è compresa tra 0 e 1, allora essa deve essere necessariamente uguale a 1/2.
L'ipotesi di Riemann generalizzata è tuttora indimostrata e più precisamente la proprietà non è stata ancora dimostrata per neanche una funzione L di Dirichlet.

### Conseguenze dell'ipotesi di Riemann generalizzata
Dato che implica l'ipotesi di Riemann, l'ipotesi generalizzata ha un gran numero di conseguenze sulla distribuzione dei numeri primi. A differenza di essa però, l'ipotesi di Riemann generalizzata riesce a predire con un'ottima approssimazione anche la distribuzione dei primi all'interno delle progressioni aritmetiche.
Più precisamente, data una progressione aritmetica, ossia una successione della forma a, a+d, a+2d, a+3d, ... con a e d numeri naturali, il teorema di Dirichlet sulle progressioni aritmetiche afferma che la progressione contiene infiniti primi se e solo se a e d sono coprimi. Inoltre, denotando con π(x,a,d) il numero di primi minori di x in questa progressione, si può dimostrare che π(x,a,d) è asintotico per x che tende all'infinito a
{\displaystyle {\frac {1}{\varphi (d)}}{\rm {{Li}\,(x),}}}
ove φ(d)  denota la funzione φ di Eulero, Li (x) il logaritmo integrale e O è il simbolo di Landau. Assumendo l'ipotesi di Riemann generalizzata si dimostra che l'errore che si fa con tale approssimazione è estremamente piccolo, precisamente che, per x che tende all'infinito,
{\displaystyle \pi (x,a,d)={\frac {1}{\varphi (d)}}\int _{2}^{x}{\frac {1}{\ln t}}\,dt+O(x^{1/2+\epsilon }),}
per ogni ε>0.
Altre importanti conseguenze che seguirebbero dalla dimostrazione di questa ipotesi sono la congettura debole di Goldbach e l'esistenza di una radice primitiva modulo p minore di 70 (ln(p))2 per ogni primo p.
Una dimostrazione dell'ipotesi di Riemann generalizzata avrebbe un profondo impatto anche sulla crittografia, infatti l'algoritmo di primalità di Miller-Rabin risulterebbe di complessità polinomiale. Lo stesso avverrebbe per l'algoritmo di Shanks-Tonelli, uno degli ingredienti principali nell'algoritmo di fattorizzazione del crivello quadratico.